# Nursel Köse
Nursel Köse (n. 29 martie 1961, Malatya, Provincia Malatya, Turcia) este o actriță turcă. A studiat și a lucrat în Germania. Köse a jucat în filmul internațional The Edge of Heaven. A interpretat rolul Keriman în serialul de televiziune Paramparça, Furtună pe Bosfor.